# FEB Eredivisie 1967-1968
La FEB Eredivisie 1967-1968 è stata la 23ª edizione del massimo campionato olandese di pallacanestro maschile. La vittoria finale è stata ad appannaggio del Flamingo's Haarlem.

## Risultati

### Stagione regolare
|     | Squadra              | G  | V | P | PF | PS | Pt. | Qualificazione |
| --- | -------------------- | -- | - | - | -- | -- | --- | -------------- |
| 1.  | Flamingo's Haarlem   | 22 |   |   |    |    | 42  |                |
| 2.  | Landlust Amsterdam   | 22 |   |   |    |    | 38  |                |
| 3.  | Punch Delft          | 22 |   |   |    |    | 36  |                |
| 4.  | SVE Utrecht          | 22 |   |   |    |    | 34  |                |
| 5.  | Blue Stars           | 22 |   |   |    |    | 28  |                |
| 6.  | Leida                | 22 |   |   |    |    | 18  |                |
| 7.  | Agon Amsterdam       | 22 |   |   |    |    | 16  |                |
| 8.  | Herly Amsterdam      | 22 |   |   |    |    | 16  |                |
| 9.  | Suvrikri Den Haag    | 22 |   |   |    |    | 12  |                |
| 10. | Wilskracht Amsterdam | 22 |   |   |    |    | 12  |                |
| 11. | DED Amsterdam        | 22 |   |   |    |    | 8   | retrocesse     |
| 12. | The Wolves Amsterdam | 22 |   |   |    |    | 4   | retrocesse     |

| FEB Eredivisie 1967-1968     |
| ---------------------------- |
| Flamingo's Haarlem 1º titolo |

## Formazione vincitrice
| N° | Naz.                   | Ruolo | Sportivo   |  | Alt. |  |
| -- | ---------------------- | ----- | ---------- |  | ---- |  |
|    | Paesi Bassi (bandiera) |       | Erik Jager |  |      |  |